# Jesús Gómez
Jésus Javier Gómez Mercado, ou simplesmente Jésus Gomez (Maracay, 6 de agosto de 1984) é um futebolista venezuelano. Atualmente, joga no Caracas.

## Carreira
Gómez foi revelado pelo Estudiantes de Mérida, do seu país natal. Um fato muito curioso é que o venezuelano iniciou sua carreira quando já havia passado dos 20 anos de idade, aos 21. Muito ágil e habildoso, Gómez chamou a atenção em suas primeiras partidas, e pouco jogou pelo clube, se transferindo para o Raja Casablanca, do Marrocos.
Pouco adaptado ao futebol local, disputou algumas poucas partidas e permaneceu pouco tempo neste clube. Em 2007, se transferiu para o Al-Ittihad, clube de muita tradição regional. No Al-Ittihad, despontou e foi titular em muitas oportunidades.
Em 2009, retornou à sua terra natal para jogar pelo Caracas maior clube do país. Chamou a atenção ao marcar um belíssimo gol contra o Flamengo, em 21 de abril de 2010, pela Libertadores de 2010. Gómez arrancou do meio-de-campo até a pequena área, driblando três adversários e marcando o gol no canto esquerdo do goleiro Bruno.